# Niceritrol
Niceritrol là một dẫn xuất niacin được sử dụng như một tác nhân hạ đường huyết. Nó là một ester của pentaerythritol và axit nicotinic, có đặc tính chung tương tự như axit nicotinic (Nicotinamide), được thủy phân từ từ. Niceritrol đã được sử dụng như một loại thuốc điều hòa lipid trong hyperlipidaemias và như một thuốc giãn mạch trong điều trị bệnh mạch máu ngoại biên.